# Es'hail 2
O Es'hail 2 (a carga útil de rádio amador é denominada AMSAT P4-A) é um satélite de comunicação geoestacionário do Catar que foi construído pela Mitsubishi Electric (MELCO). Ele está localizado na posição orbital de 26 graus de longitude leste e é operado pela Es'hailSat. O satélite foi baseado na plataforma DS-2000 e sua expectativa de vida útil é de 15 anos.

## História
A Es'hailSat em setembro de 2014, assinou um contrato com a MELCO para a construção do seu mais novo satélite baseado na plataforma DS-2000.
O novo satélite foi enviado para a posição orbital de 26 graus leste para prestar radiodifusão televisiva e aumentar significativamente a capacidade da empresa para fornecer serviços de alta qualidade, conteúdo premium de televisão DTH em todo o Oriente Médio e Norte da África. Ele contará com transponders em banda Ku e banda Ka para fornecer distribuição de TV e serviços do governo para os clientes públicos estratégicos e comerciais que valorizam a radiodifusão e a independência nas comunicações.
O Es'hail 2 também irá oferecer a primeira capacidade de comunicação geoestacionária para radioamadorismo para ligar o Brasil e a Índia. Ele leva dois transponders de rádio amador. A carga é constituída por um transponder linear de 250 kHz destinado a operações analógicas convencionais em adição a outro transponder, que tem uma largura de banda de 8 MHz. O último transponder é destinado a esquemas de modulação digitais experimentais e televisão DVB amador. Os uplinks são de 2.400-2.450 GHz e os canais disponíveis para o radioamadorismo terá alocações de serviços via satélite de 10.450-10.500 GHz. Ambos os transponders terão antenas de feixe amplos para proporcionar uma cobertura total sobre um terço da superfície da Terra.

## Lançamento
O satélite foi lançado com sucesso ao espaço em 15 de novembro de 2018, às 20:46 UTC, por meio de um veículo Falcon 9 Full Thrust, que foi lançado a partir da Estação da Força Aérea de Cabo Canaveral, na Flórida, EUA. Ele tinha uma massa de lançamento de 3000 kg.

## Capacidade e cobertura
O Es'hail 2 está equipado com vários transponders nas bandas Ka e Ku para fornecer serviços de TV Direct-to-Home (DTH) ao Oriente Médio e Norte da África. O satélite também leva ma carga AMSAT para radioamadores que vai desde o Brasil e até a Índia.